# Redukcja transcendentalna
Redukcja transcendentalna – w fenomenologii modyfikacja świadomości polegająca na tym, że zawieszeniu ulegają treści odnoszące się do wszystkiego, co istnieje poza świadomością. Redukcja taka polega na "wykluczeniu", "wzięciu w nawias" tzw. naturalnego nastawienia poznawczego, łącznie z przekonaniem o samym istnieniu zjawisk pozaświadomościowych - nawiązując do tradycji sceptycyzmu starożytnego Husserl określa takie zawieszenie sądów jako epoché. Redukcja transcendentalna prowadzić ma do odsłonięcia czystej świadomości, na którą składają się takie akty poznawcze, w których treść nie można wątpić. 